# Saint-Paul (Alto Vienne)
 Saint-Paul  (en occitano Sent Paul) es una población y comuna francesa, situada en la región de Lemosín, departamento de Alto Vienne, en el distrito de Limoges y cantón de Pierre-Buffière.

## Demografía
| 1148 | 1049 | 1026 | 1096 | 1088 | 1023 | 1211 |
| Para los censos de 1962 a 1999 la población legal corresponde a la población sin duplicidades (Fuente: INSEE [Consultar]) |      |      |      |      |      |      |